# Näset, Karlskoga
Näset, även Bregårdsnäset, är ett rekreationsområde, med strandremsa, basketplan, minigolf, lekplats och padelbana i centrala Karlskoga vid sjön Möckelns norra strand. Knut Wistrands väg förbinder Näset med Karlskoga centrum och Hertig Carls allé.

## Historia

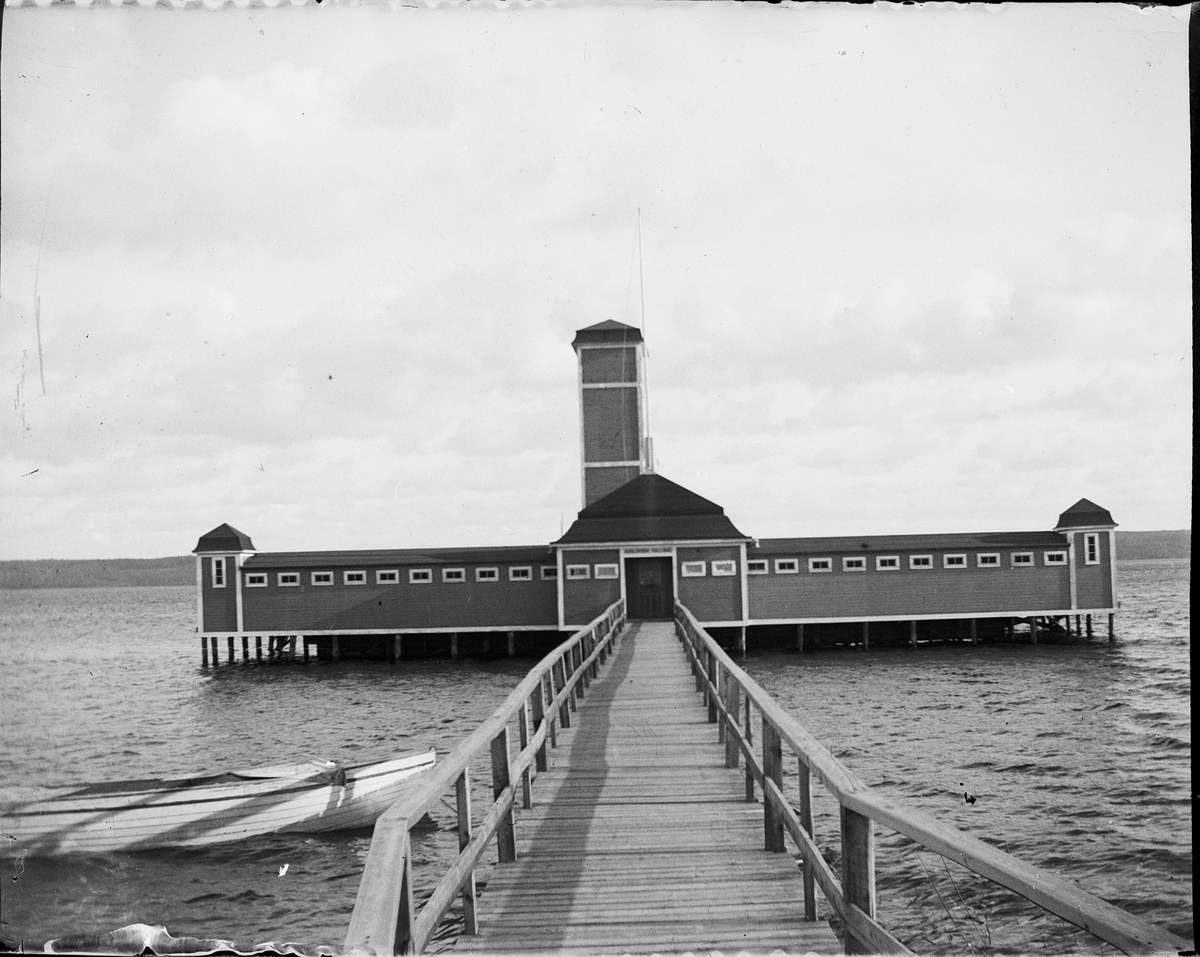
Kallbadhuset i Karlskoga revs 1927

På Näset låg tidigare Karlskoga kallbadhus, Karlskoga Ångbryggeri och Möckelnsborgs bryggeri.

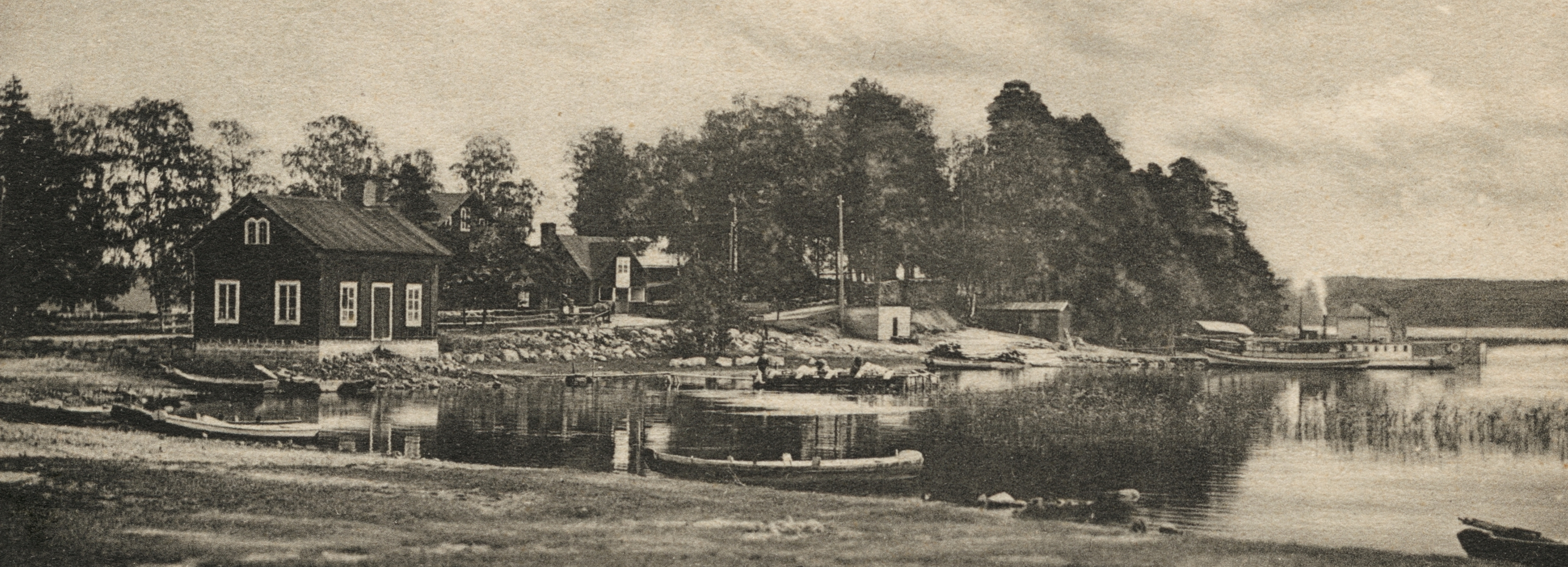
Näset i Karlskoga med sjön Möckeln fotograferat kring sekelskiftet 1900.

 Det fanns också en flygplanshangar. Karlskoga bryggeri grundades på platsen 1851 av C. J. Otterdahl. Verksamheten avvecklades 1958.
Från Näset utgick ångbåten Carl IX, som bland annat fraktade varor. Det rederi som skötte ångfartygsförbindelsen etablerades 1900, av den karlskogabaserade bryggmästaren Emil Blomquist.
Näset köptes 1960 och gjordes tillgängligt för Karlskogas invånare, efter ett beslut av stadsfullmäktige den 17 mars samma år. I samband med kommunens köp av Näset, revs bryggeribostaden.
Flera idrottsföreningar är representerade på Näset, såsom Bofors Kanotklubb, Karlskoga seglarklubb och Karlskoga yxkastarklubb. Minigolfbanan består av 18 eternitbanor.
Arbetet med att anlägga en strandpromenad från båthamnen till Näset samt en strandmur inleddes 2023.
På Näsets strand står en staty från 2009 över kanotisten Agneta Andersson.